# Bluebook

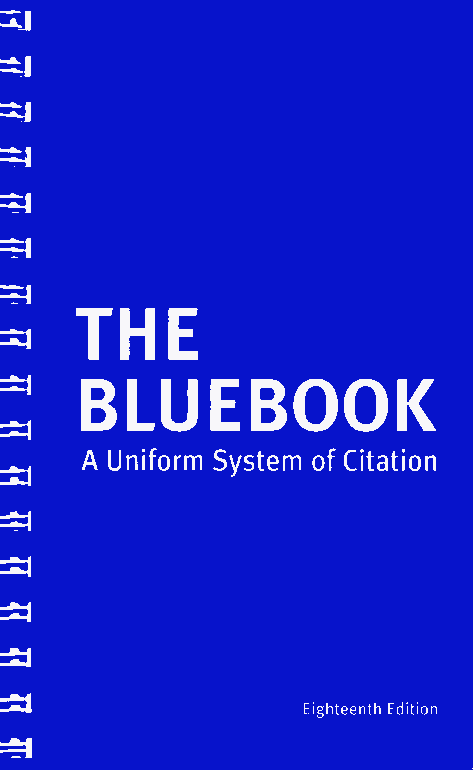
Cover der 18. Bluebook-Ausgabe

The Bluebook: A Uniform System of Citation ist ein Stilhandbuch für juristische Texte, dessen Zitierregeln vor allem in den USA weite Verbreitung finden. The Bluebook wird von der Harvard Law Review gemeinsam mit der Columbia Law Review, der University of Pennsylvania Law Review und dem Yale Law Journal herausgegeben. Der Name Bluebook leitet sich vom blauen Einband des Buches ab.
Alternative Modelle bietet in den Vereinigten Staaten das ALWD Citation Manual, in Großbritannien der von Peter Birks entwickelte Oxford Standard for Citation of Legal Authorities (OSCOLA), in Australien der Australian Guide to Legal Citation und der McGill Guide in Kanada.